# 法荘厳経
『法荘厳経』（ほうしょうごんきょう、巴: Dhammacetiya-sutta, ダンマチェーティヤ・スッタ）とは、パーリ仏典経蔵中部に収録されている第89経。『法尊重経』（ほうそんちょうきょう）とも。
類似の伝統漢訳経典としては、『中阿含経』（大正蔵26）の第213経「法荘厳経」がある。
コーサラ国のパセーナディ王が、釈迦や僧伽を賞賛する。

## 構成

### 登場人物
- 釈迦 --- 晩年、80歳。
- パセーナディ --- コーサラ国の王。晩年、80歳。

### 場面設定
ある時、釈迦は、釈迦族の町メーダルンパに滞在していた。
そこに在家信徒であるコーサラ国のパセーナディ王が訪れ、自分と釈迦が共に80歳になる今日まで、数十年間僧伽を見てきたが、比丘たちが争うこともなく、法を守り、互いに信頼・扶助をし合いながら精進し続けている様を賞賛し、五体投地で以て改めて帰依を示し、帰っていく。

## 日本語訳
- 『南伝大蔵経・経蔵・中部経典3』（第11巻上） 大蔵出版
- 『パーリ仏典 中部（マッジマニカーヤ）中分五十経篇II』 片山一良訳 大蔵出版
- 『原始仏典 中部経典3』（第6巻） 中村元監修 春秋社